# 離宮三
离宫三（飛馬座ο），又名BD+28 4436，HD 214994、SAO 90717、HR 8641，是飛馬座的一颗恒星，视星等为4.79，位于銀經91.71，銀緯-25.59，其B1900.0坐标为赤經22h 37m 3.6s，赤緯+28° -25.59′ 8″。